# Bouchoir
Bouchoir település Franciaországban, Somme megyében. Lakosainak száma 266 fő (2022. január 1.). Bouchoir Folies, Arvillers, Erches, Parvillers-le-Quesnoy és Rouvroy-en-Santerre községekkel határos.

## Népesség
A település népességének változása:
| Lakosok száma | 311  | 318  | 308  | 293  | 280  | 273  | 262  | 255  | 266  |
|               | 2013 | 2015 | 2016 | 2017 | 2018 | 2019 | 2020 | 2021 | 2022 |